# Ruskovce (district de Sobrance)
Ruskovce est un village de Slovaquie situé dans la région de Košice.

## Histoire
Première mention écrite du village en 1418.

## Démographie

### Évolution de la population
| Année:               | 1994. | 2004.   | 2014.    | 2024.    |
| -------------------- | ----- | ------- | -------- | -------- |
| Nombre de personnes: | 235   | 236     | 264      | 236      |
| Différence:          |       | +0,42 % | +11,86 % | -10,60 % |

| Année:               | 2023. | 2024. |
| -------------------- | ----- | ----- |
| Nombre de personnes: | 236   | 236   |
| Différence:          |       | +0 %  |

## Politique
| Nom                | Parti politique | Date de l'élection | Fin du mandat |
| ------------------ | --------------- | ------------------ | ------------- |
| Miloslava Uhľarová | SMER            | 02.12.2006         | décembre 2010 |